# Cyzenis mitis
Cyzenis mitis là một loài ruồi trong họ Tachinidae.